# Titularbistum Adramyttium
Adramyttium (ital.: Adramittio) ist ein Titularbistum der Römisch-katholischen Kirche.
Es geht zurück auf ein untergegangenes Bistum der antiken Stadt Adramyttion (Άδραμύττιον) im Nordwesten Kleinasiens (heute Edremit in der türkischen Provinz Balıkesir).
| Titularbischöfe von Adramyttium |                                     |                                                                                             |                   |                    |
| Nr.                             | Name                                | Amt                                                                                         | von               | bis                |
| 1                               | Wilhelm Mader OPraem                | Weihbischof in Augsburg (Deutschland)                                                       | 29. März 1447     | 1450               |
| 2                               | Martin Dieminger                    | Weihbischof in Augsburg                                                                     | 13. November 1450 | 18. Juli 1460      |
| 3                               | Jodok Seitz OPream                  | Weihbischof in Augsburg                                                                     | 1460              | 23. Januar 1471    |
| 4                               | Jakob Goffredi                      | Weihbischof in Augsburg                                                                     | 13. Mai 1471      | 1473               |
| 5                               | Ulrich Geislinger OFM               | Weihbischof in Augsburg                                                                     | 23. März 1474     | 16. Februar 1493   |
| 6                               | Johannes Kerer                      | Weihbischof in Augsburg                                                                     | 5. Mai 1493       | 24. März 1507      |
| 7                               | Heinrich Negelin                    | Weihbischof in Augsburg                                                                     | 6. Dezember 1506  | Oktober 1520       |
| 8                               | Michael Dornvogel                   | Weihbischof in Augsburg                                                                     | 13. August 1554   | 6. Dezember 1589   |
| 9                               | Sebastian Breuning                  | Weihbischof in Augsburg                                                                     | 23. Juni 1586     | 14. Februar 1618   |
| 10                              | Peter Wall                          | Weihbischof in Augsburg                                                                     | 28. Mai 1618      | 5. Juli 1630       |
| 11                              | Sebastian Müller                    | Weihbischof in Augsburg                                                                     | 28. April 1631    | 20. Oktober 1644   |
| 12                              | Kaspar Zeiler                       | Weihbischof in Augsburg / Apostolischer Administrator von Augsburg                          | 30. Januar 1645   | 4. Juli 1681       |
| 13                              | John Leyburn                        | Apostolischer Vikar von England / Apostolischer Vikar des London Districts (Großbritannien) | 24. August 1685   | 20. Juni 1702      |
| 14                              | Dionisio Resino y Ormachea          | Weihbischof in Santiago de Cuba                                                             | 14. Dezember 1705 | 12. September 1711 |
| 15                              | José Platas                         | Weihbischof in Santiago de Compostela (Spanien)                                             | 1. Oktober 1732   | 2. November 1745   |
| 16                              | Pedro Ponce y Carrasco              | Weihbischof in Santiago de Cuba                                                             | 28. November 1746 | 20. Dezember 1762  |
| 17                              | Miguel Cilieza y Velasco            | Weihbischof in Erzbistum Guatemala (Guatemala)                                              | 1766              | 27. April 1767     |
| 18                              | Rafael Lasala Locela OSA            | Weihbischof in Valencia (Spanien)                                                           | 14. Dezember 1767 | 18. Juni 1773      |
| 19                              | Szymon Michał Józef Arnolf Giedroyć | Weihbischof in Samogitien (Litauen)                                                         | 20. August 1804   | September 1844     |
| 20                              | Michael von Deinlein                | Weihbischof in Bamberg (Deutschland)                                                        | 27. Juni 1853     | 13. Juli 1856      |
| 21                              | Vincenzo Cima                       | Weihbischof in Split-Makarska (Kroatien)                                                    | 19. Juni 1856     |                    |
| 22                              | James Gibbons                       | Apostolischer Vikar des Apostolischen Vikariats North Carolina (USA)                        | 3. März 1868      | 30. Juli 1872      |
| 23                              | Louis-Taurin Cahagne OFMCap         | Apostolischer Koadjutorvikar des Apostolischen Vikariats Galla (Äthiopien)                  | 21. März 1873     | 1. September 1899  |
| 24                              | Clemente Coltelli OFM               | Apostolischer Koadjutorvikar des Apostolischen Vikariats Scen-Si (China)                    | 15. Februar 1900  | 28. Januar 1901    |
| 25                              | Gabriel Breynat OMI                 | Apostolischer Vikar des Apostolischen Vikariats Mackenzie (Kanada)                          | 22. Juli 1901     | 11. Dezember 1939  |
| 26                              | Joseph-Marie Trocellier OMI         | Apostolischer Koadjutorvikar des Apostolischen Vikariats Mackenzie (Kanada)                 | 26. Juni 1940     | 27. November 1958  |
| 27                              | Nicola Agnozzi OFMConv              | Weihbischof in Ndola (Sambia)                                                               | 2. April 1962     | 1. Februar 1966    |